# Acusilas lepidus
Acusilas lepidus THORELL, 1898 è un ragno appartenente al genere Acusilas della Famiglia Araneidae.

## Etimologia
Non è ben chiara l'origine del nome del genere: forse deriva dal greco Ακουσίλαος Acusìlaos, storico e logografo greco del VI secolo a.C., di Argo, da alcuni menzionato fra i Sette Savi e citato da Platone nel Simposio.
Il nome proprio deriva dalla latino lepidus, che significa grazioso, elegante, carino, ad indicarne l'aspetto.

## Caratteristiche
Gli esemplari di questa specie che Thorell esaminò nel 1898 sono al Museo di storia naturale Giacomo Doria di Genova. L'aracnologo Levi li esaminò nel 1981 e concluse che probabilmente potevano essere riferiti ad un esemplare maschio di A. coccineus in quanto ha la pars cephalica molto stretta e la riga oculare posteriore fortemente incurvata.
Nel 2008, in base a disegni effettuati nel 1981 del cefalotorace, dei pedipalpi e dell'opistosoma, gli aracnologi Schmidt e Scharff notando la rassomiglianza con A. coccineus, senza aver potuto analizzare l'embolo degli esemplari di Thorell, unica parte in grado di differenziarlo da un A. coccineus, hanno optato per inserire questa specie fra le incertae sedis in attesa di studi futuri più approfonditi.

## Distribuzione
Thorell rinvenne esemplari di questa specie nei pressi di Chebà, sul Monte Carin, nel Myanmar.

## Tassonomia
Al 2013 non sono note sottospecie.